# Артищев, Илья Соломонович
Илья Соломонович Артищев (1923—1981) — майор Рабоче-крестьянской Красной Армии, участник Великой Отечественной войны, Герой Советского Союза (1945).

## Биография
Родился 25 января 1923 года на хуторе Степановский Оренбургского района Оренбургской области в крестьянской семье.
Получил среднее образование, после чего работал токарем на заводе в Оренбурге. В феврале 1942 года Артищев был призван на службу в Рабоче-крестьянскую Красную Армию. В 1944 году окончил Рижское военное пехотное училище. С февраля 1944 года — на фронтах Великой Отечественной войны. В 1944 году вступил в ВКП(б).
К июню 1944 года лейтенант Артищев командовал взводом 287-го стрелкового полка 51-й стрелковой дивизии 6-й гвардейской армии 1-го Прибалтийского фронта. Отличился в бою у посёлка Шумилино Витебской области. После гибели командира роты Артищев, заменив его, руководил ротой в бою по прорыву линии обороны немецких войск в районе посёлка.
Указом Президиума Верховного Совета СССР от 24 марта 1945 года Илья Артищев был удостоен высокого звания Героя Советского Союза с вручением ордена Ленина и медали «Золотая Звезда».
После окончания войны майор Артищев был уволен в запас. В 1948 году он окончил Оренбургскую областную партшколу, в 1951 году — педагогический институт, после чего был на партийной и педагогической работе.
Умер 14 сентября 1981 года. Похоронен в Оренбурге на Старом кладбище по улице Монтажников.
Был также награждён орденом Красного Знамени и рядом медалей.
25 января 2020 года на Родине Героя, в день его рождения, на хуторе Степановском Оренбургского района возле здания Степановской средней школы установлен его бюст.